# Jakub Nowakowski

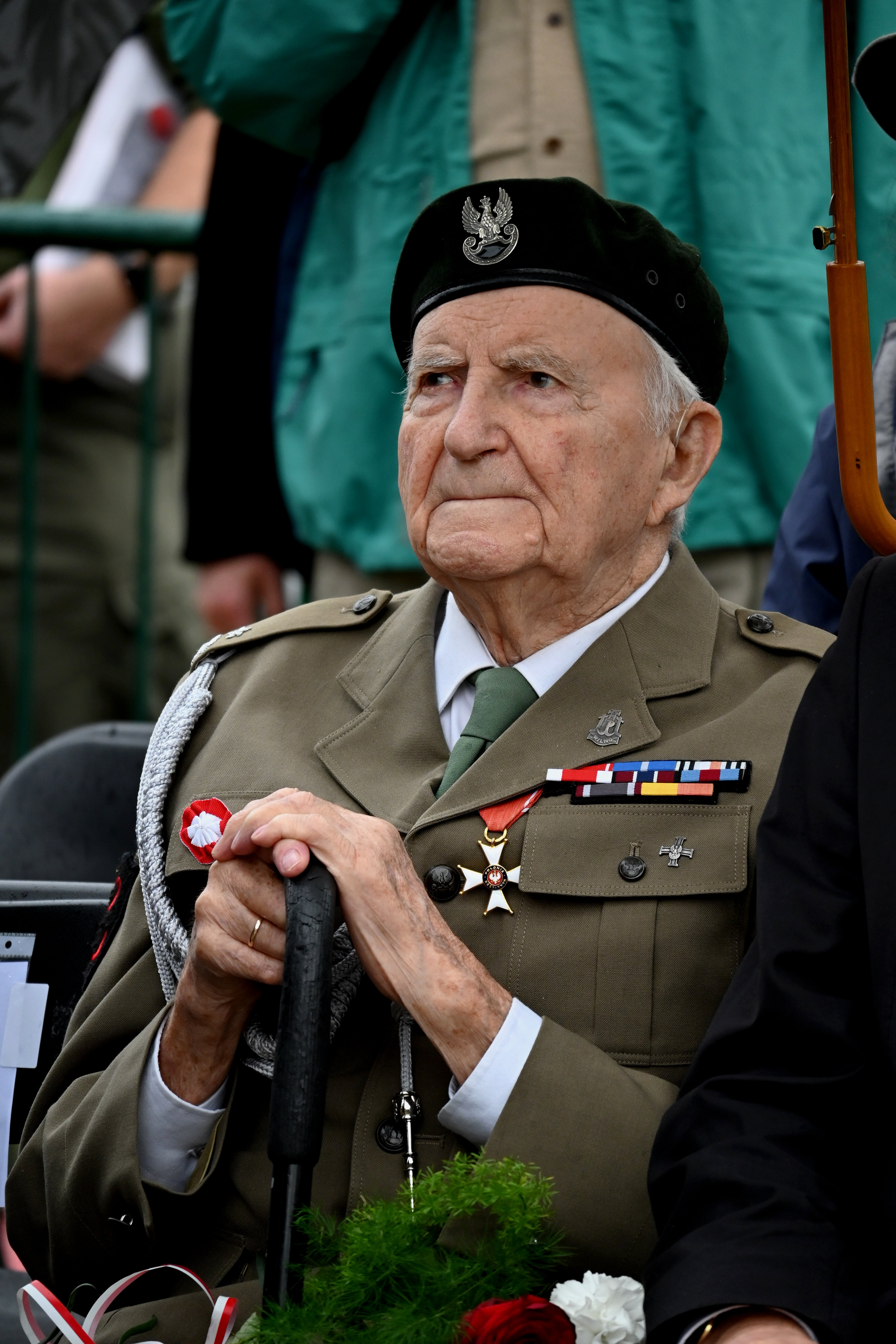
Jakub Nowakowski (2024)

Jakub Tomasz Nowakowski, Deckname „Tomek“, „Tomasz“ (* 4. Dezember 1924) ist ein polnischer Zoologe, Teilnehmer des Warschauer Aufstandes, Aktivist der Unabhängigkeitsbewegung während des Zweiten Weltkriegs und pensionierter Major der Polnische Streitkräfte.

## Biografie
Vor dem Zweiten Weltkrieg besuchte er die Schule des Militärfamilienverbandes in der Czarnecki-Straße in Warschau und später die Adam-Skwarczyński-Öffentliche Grundschule. Bei Ausbruch des Zweiten Weltkriegs war er Schüler des Tadeusz Czacki Staatlichen Männergymnasiums in Warschau. Während der deutschen Besatzung trat er der Unabhängigkeitsverschwörung im 1. Zug – 1. Kompanie „Maciek“ – Zośka-Bataillon – Broda-53-Diversionsbrigade – Kedyw des Hauptkommandos der Heimatarmee bei. Beim Beginn des Warschauer Aufstands konnte er aufgrund der Isolation von Żoliborz nicht zu seiner Einheit stoßen und kämpfte daher während des Aufstands in den Reihen des Zuges 226 – Gruppe Żniwiarz – Unterbezirk Żoliborz des Warschauer Bezirks der Heimatarmee. Er nahm an dem Angriff auf den Bahnhof Warszawa Gdańska teil, bei dem versucht wurde, Żoliborz mit der Altstadt zu verbinden. Nach dem Aufstand wurde er als Kriegsgefangener im Stalag XI A Altengrabow gefangen gehalten.
Nach seiner Rückkehr nach Polen studierte er Biologie an der Nikolaus-Kopernikus-Universität Toruń und wechselte nach einem Jahr an die Universität Posen. Um einen Platz im Studentenwohnheim zu sichern, trat er dem Verband der Kämpfer für Freiheit und Demokratie bei. Nach seinem Abschluss wurde er Assistent an der Zoologischen Abteilung. Seinen Doktortitel erwarb er am Museum und Institut für Zoologie der Polnischen Akademie der Wissenschaften in Warschau, wo er bis zu seiner Pensionierung arbeitete. Er erforschte Minierfliegen.
Er ist Mitglied des Weltverbands der Heimatarmeesoldaten und des Sozialkomitees zur Pflege der Gräber gefallener Soldaten des Zośka-Bataillons. Im Jahr 2022 wurde er zum Mitglied des Rates für Veteranen und Opfer der Unterdrückung ernannt.

## Privates Leben
Er ist der Sohn des Malers Bogdan Bartłomiej Nowakowski (1887–1945) und Zofia, geborene Dydzińska. Seine Schwester, Wanda Janicka (1923–2023), nahm ebenfalls am Warschauer Aufstand teil. Seine Ehefrau war die Biologin Irena Nowakowska, geborene Totwen (1924–2023), mit der er eine Tochter hatte.

## Auszeichnungen
Im Jahr 2012 wurde ihm das Ritterkreuz des Ordens Polonia Restituta verliehen; die Verleihungszeremonie fand 2016 während des 68. Jahrestages des Warschauer Aufstands statt. Im Jahr 2019 erhielt er die Hundertjähriges Unabhängigkeitsmedaille.

## Veröffentlichungen
- Jakub Tomasz Nowakowski: Owady minujace wyspy Wolina i pólwyspu Dziwnowskiego (= Poznanskie Towarzystwo przyjaciól nauk. Wydz. matem.-przyrodn. Prace Komisji biologicznej, Band 15, Nr. 1). Poznan 1954
- Jakub Tomasz Nowakowski: Introduction to a Systematic Revision of the Family Agromyzidae (Diptera) with some Remarks on Host Plant Selection by these Flies (= Annales Zoologici, Band 20, Nr. 8). Warszawa 1962, S. 67–183, Digitalisat
- Jakub Tomasz Nowakowski: Monographie der europäischen Arten der Gattung Cerodontha Rond. (Diptera, Agromyzidae) (= Annales Zoologici. Band 31, Nr. 1), Warszawa 1973, S. 1–327, Digitalisat
- Jakub Tomasz Nowakowski: Studies on mining flies (Diptera, Agromyzidae). 1. A new species of Phytomyza Fall. on Pulsatilla Mill. In: Annales Zoologici. Band 17, Nr. 2, Warszawa 1958, S. 11–28, Digitalisat
- Jakub Tomasz Nowakowski: Studies on mining flies (Diptera, Agromyzidae). 2. Some new cases of bifurcation of vein {\displaystyle r_{2+3}}, interpreted as atavistic phenomena. In: Annales Zoologici. Band 17, Nr. 3, Warszawa 1958, S. 29–38, Digitalisat
- Jakub Tomasz Nowakowski: Studies on mining flies (Diptera, Agromyzidae). 4. A new Palaearctic genus on Leguminosae. In: Annales Zoologici. Band 18, Nr. 23, Warszawa 1960, S. 421–433, Digitalisat
- Jakub Tomasz Nowakowski: Studien über Minierfliegen (Diptera, Agromyzidae). 8. Eine neue Art von Phytomyza Fall. aus dem Pieninen-Gebirge. In: Annales Zoologici. Band 21, Nr. 6, Warszawa 1963, S. 43–52, Digitalisat
- Jakub Tomasz Nowakowski: Drei neue Arten von Agromyzidae (Diptera) aus dem Pieninen-Nationalpark. In: Annales Zoologici. Band 32, Nr. 18, Panstwowe Wydawnictwo Naukowe, Warszawa 1975, S. 407–429, Digitalisat
- Jakub Tomasz Nowakowski: Acalyptrata (Diptera). In: Fragmenta Faunistica. Band 26, Nr. 26, Warszawa 1981, S. 421–452, Digitalisat
- Jakub Tomasz Nowakowski: Diptera Acalyptratae (excluding Chloropidae) of moist meadows on the Mazovian Lowland. In: Memorabilia Zoologica. Band 43, 1989, S. 371–413, Digitalisat